# Grange Hill (métro de Londres)
Pour les articles homonymes, voir Grange Hill.
Grange Hill est une station de la Central line, du métro de Londres, en zone 4. Elle est située sur la Manor Road à South Kensington, dans le borough londonien de Redbridge.

## Situation sur le réseau
Grange Hill  est une station, en surface du métro de Londres, située sur la Boucle de Hainault de la Central line, entre les stations Hainault et Chigwell.

## Services aux voyageurs

### Desserte

Installations et desserte
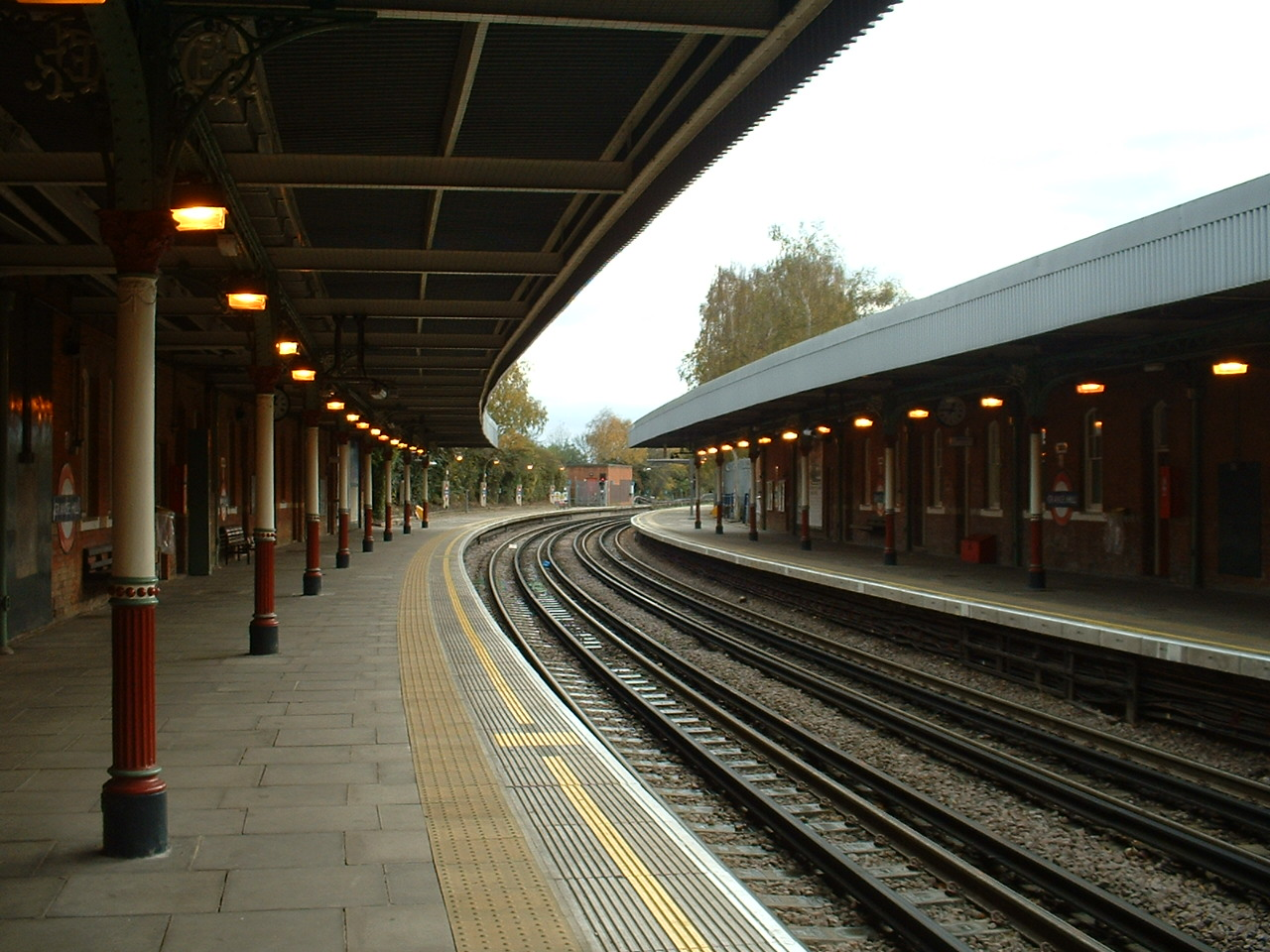
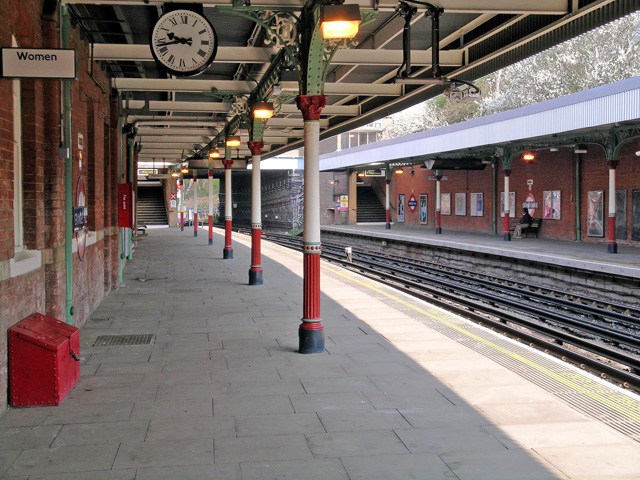
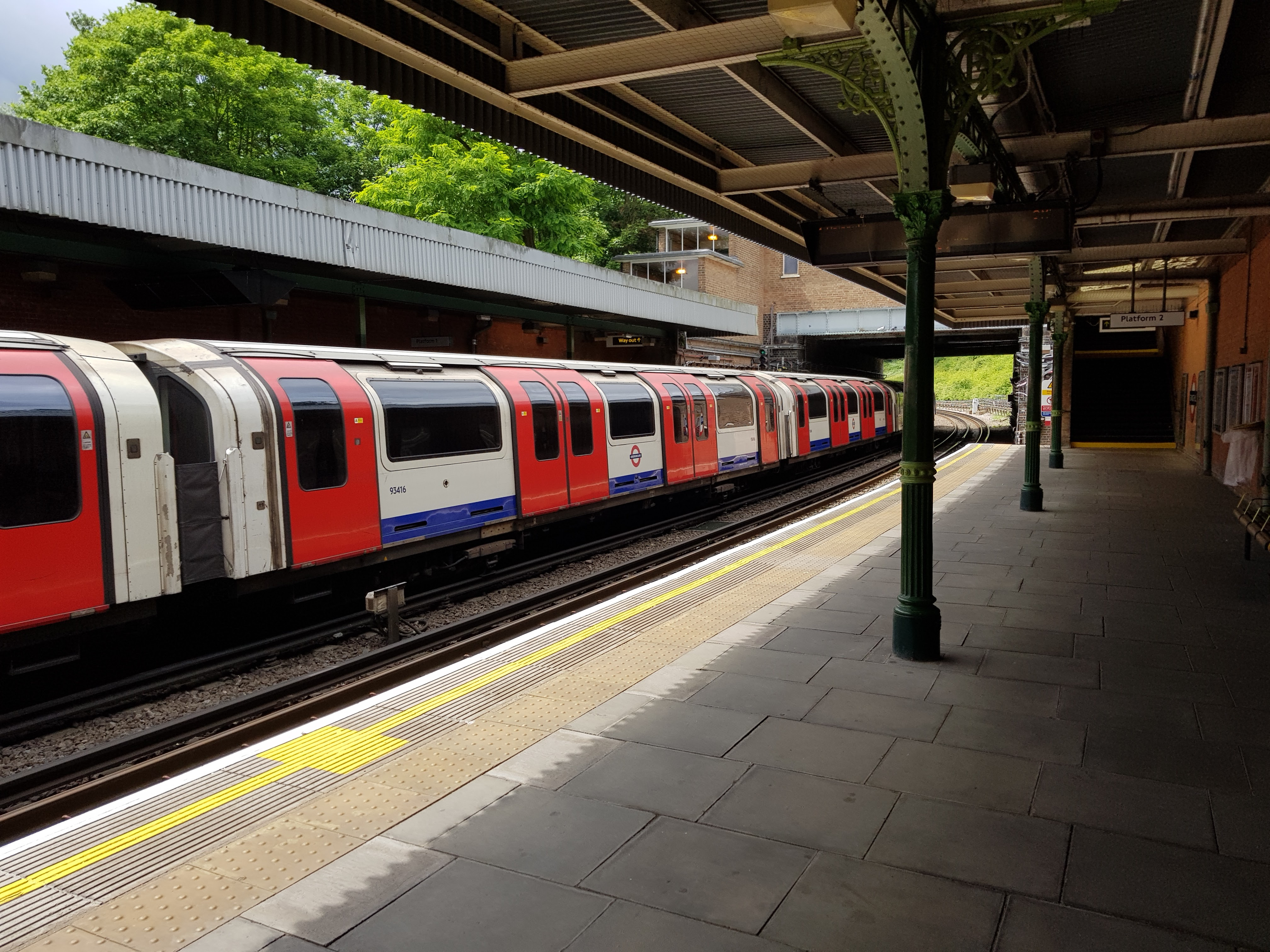

## À proximité
- South Kensington